# الجرير الاسفل (الشاهل)

تعديل مصدري - تعديل

الجرير الاسفل هي إحدى قرى عزلة جانب الشام بمديرية الشاهل التابعة لمحافظة حجة، بلغ تعداد سكانها 86 نسمة حسب تعداد اليمن لعام 2004.